# FIFA év játékosa 2005
A hölgyeknél zsinórban harmadszor nyert a németek kiválósága Birgit Prinz. A férfiaknál pedig magabiztos győzelmet aratott a brazil Ronaldinho.

## Férfiak
| #  | Játékos                 | Pont | Csapat            |
| -- | ----------------------- | ---- | ----------------- |
| 1  | Ronaldinho              | 956  | FC Barcelona      |
| 2  | Frank Lampard           | 306  | Chelsea           |
| 3  | Samuel Eto'o            | 190  | FC Barcelona      |
| 4  | Thierry Henry           | 172  | Arsenal           |
| 5  | Adriano                 | 170  | Internazionale    |
| 6  | Andrij Sevcsenko        | 153  | AC Milan          |
| 7  | Steven Gerrard          | 131  | Liverpool FC      |
| 8  | Kaká                    | 101  | AC Milan          |
| 9  | Paolo Maldini           | 76   | AC Milan          |
| 10 | Didier Drogba           | 65   | Chelsea           |
| 11 | Michael Ballack         | 64   | Bayern München    |
| 12 | Ronaldo                 | 63   | Real Madrid       |
| 13 | Zinédine Zidane         | 55   | Real Madrid       |
| 14 | Zlatan Ibrahimović      | 36   | Juventus          |
| 14 | Deco                    | 24   | FC Barcelona      |
| 16 | Juan Román Riquelme     | 20   | Villarreal        |
| 17 | Robinho                 | 19   | Real Madrid       |
| 18 | David Beckham           | 17   | Real Madrid       |
| 18 | Wayne Rooney            | 17   | Manchester United |
| 20 | Cristiano Ronaldo       | 13   | Manchester United |
| 21 | Ruud van Nistelrooy     | 11   | Manchester United |
| 21 | Michael Essien          | 11   | Chelsea           |
| 23 | Raúl                    | 8    | Real Madrid       |
| 23 | Pavel Nedvěd            | 8    | Juventus          |
| 25 | Arjen Robben            | 5    | Chelsea           |
| 26 | Cafú                    | 3    | AC Milan          |
| 26 | Jay-Jay Okocha          | 3    | Bolton Wanderers  |
| 26 | Alessandro Nesta        | 3    | AC Milan          |
| 26 | Roberto Carlos da Silva | 1    | Real Madrid       |
| 30 | Gianluigi Buffon        | 1    | Juventus          |

## Nők
| #  | Játékos             | Pont |
| -- | ------------------- | ---- |
| 1  | Birgit Prinz        | 513  |
| 2  | Marta               | 429  |
| 3  | Shannon Boxx        | 235  |
| 4  | Hanna Ljungberg     | 206  |
| 5  | Renate Lingor       | 170  |
| 6  | Maribel Dominguez   | 115  |
| 7  | Solveig Gulbrandsen | 97   |
| 7  | Sandra Minnert      | 97   |
| 9  | Christie Welsh      | 78   |
| 10 | Kelly Smith         | 60   |
| 11 | Malin Mostrom       | ?    |
| 12 | Laura Georges       | ?    |
| 13 | Perpetua Nkwocha    | ?    |